# Marta López
Marta López Herrero (n. 4 februarie 1990, Málaga, Andaluzia, Spania) este o handbalistă din Spania care joacă pentru clubul românesc CS Rapid București. López, care evoluează pe postul de extremă dreapta, s-a transferat la SCM Râmnicu Vâlcea de la echipa spaniolă Super Amara Bera Bera după ce, în mai 2017, a semnat un contract valabil un an cu clubul vâlcean. Din 2017 până în 2021 ea a evoluat pentru SCM Râmnicu Vâlcea.
López a câștigat cu echipa națională a Spaniei medalia de bronz la Jocurile Olimpice din 2012, desfășurate la Londra, și a fost votată cea mai bună extremă dreapta la Campionatul European pentru Tineret din 2007 și în Liga Feminină Franceză de Handbal D1, în sezoanele 2012/13 și 2013/14.

## Palmares
Club
- Liga Națională:
  -  Câștigătoare: 2019, 2022
  -  Medalie de argint: 2023, 2024
  -  Medalie de bronz: 2021

- Cupa României:
  -  Câștigătoare: 2020
  -  Finalistă: 2018, 2019

- Supercupa României:
  -  Câștigătoare: 2018, 2020
  -  Finalistă: 2019, 2023

- Liga Franceză de Handbal:
  -  Câștigătoare: 2015
  -  Medalie de argint: 2013, 2016

- Cupa Ligii Franceze de Handbal:
  -  Câștigătoare: 2015, 2016
  -  Finalistă: 2014
  - Semifinalistă: 2013

- Cupa Franței:
  -  Câștigătoare: 2014
  - Semifinalistă: 2015
  - Sfert-finalistă: 2013
  - Optimi: 2016

- Liga Campionilor:
  - Sfert-finalistă: 2020, 2023
  - Optimi de finală: 2021
  - Grupe principale: 2016
  - Grupe: 2024

- Cupa Cupelor EHF:
  -  Finalistă: 2015
  - Sfert-finalistă: 2014

- Cupa EHF:
  - Turul 3: 2019

Echipa națională
- Jocurile Olimpice:
  -  Medalie de bronz: 2012

- Campionatul Mondial
  -  Medalie de argint: 2019

- Campionatul European:
  -  Medalie de argint: 2014

## Premii personale
- Cea mai bună extremă dreapta la Campionatul European de Handbal Feminin pentru Tineret: 2007;
- Cea mai bună extremă dreapta din Liga Feminină Franceză de Handbal D1: 2012/13, 2013/14;
- Jucătoarea competiției (MVP) în Final4-ul Cupei României: 2020;[15]